# Ordu 19 Eylül Stadı
Das Ordu 19 Eylül Stadı (deutsch Stadion des 19. September, auch Ordu 19 Eylül Stadyumu) war ein Fußballstadion mit Aschenbahn im Stadtbezirk Altınordu der türkischen Hafenstadt Ordu am Schwarzen Meer. 

## Geschichte
Das Stadion wurde hauptsächlich für Fußballspiele genutzt und war bis zum Oktober 2021 die Heimstätte des derzeitigen Drittligisten Orduspor. Die ab 1964 erbaute Anlage war seit 1967 in Betrieb. Das Ordu 19 Eylül Stadı hatte eine Kapazität von 15.000 Zuschauern, wurde aber auf 12.000 Zuschauer begrenzt.
Am 23. Oktober 2021 wurde das Yeni Ordu Stadyumu für 16.768 Zuschauern als neue Spielstätte von Orduspor eröffnet. Der Neubau liegt etwa fünf Kilometer östlich des alten Stadions im Stadtteil Durugöl.
2023 wurde die Sportstätte abgerissen.